# 高橋祥子
高橋 祥子（たかはし しょうこ、1988年2月9日 - ）は、日本の生物学者、起業家、コラムニスト。専攻はゲノム解析による生活習慣病予防健診。

## 略歴
- 1988年 - 京都府生まれ[4]
- 2006年  3月 - 大阪府立北野高等学校卒業[5]
- 2010年03月 - 京都大学農学部卒業[2][3]
- 2012年03月 - 東京大学大学院農学生命科学研究科修士課程修了
- 2013年06月 - 東京大学大学院農学生命科学研究科博士課程在籍中に株式会社ジーンクエストを起業[3]
- 2015年03月 - 東京大学大学院農学生命科学研究科博士課程修了、博士（農学）[2][3]
- 2018年04月 - ユーグレナ執行役員バイオインフォマテクス事業担当に就任[3]
- 2021年  7月 - 東北大学未来型医療創造卓越大学院プログラム 特任教授（客員）に就任[6]
- 2022年  4月 - 東京大学経営協議会学外委員に就任[7]
- 2022年  4月 - 文部科学省科学技術・学術審議会委員に就任[8]
- 2022年  6月 - 東北大学ベンチャーパートナーズ株式会社 社外取締役に就任
- 2023年  6月 - TAZ Inc. 代表取締役に就任
- 2023年 6月 - 株式会社ライスカレー 社外取締役に就任
- 2024年 1月 - ユーグレナ 戦略アドバイザーに就任

## 著作
- ビジネスと人生の「見え方」が一変する 生命科学的思考、NewsPicksパブリッシング、2021年1月8日（ISBN 978-4-91-006314-0）[9]
- ゲノム解析は「私」の世界をどう変えるのか? 生命科学のテクノロジーによって生まれうる未来、ディスカヴァー・トゥエンティワン、2017年9月14日（ISBN 978-4-79-932167-6）[10]

## エピソード

東京大学大学院農学生命科学研究科・農学部のロゴ

5歳から7歳までの2年間は、親の仕事の都合でフランスで生活した。
2011年、東京大学大学院農学生命科学研究科修士課程在籍中に研究科のロゴマーク募集に参加した。26のデザイン案の中、当時応用生命化学専攻修士課程2年生の高橋祥子がデザインされたロゴマークは当選した。
2023年4月27日に首相官邸で開かれた「こども未来戦略会議」に、高橋祥子が有識者メンバーとして、生後2カ月の赤ちゃんと一緒に参加した。官邸での会議に赤ちゃん連れで参加したケースは初めてとみられる。